# Джуманазаров, Мухамедкул
Мухамедкул Джуманазаров — советский хозяйственный, государственный и политический деятель, Герой Социалистического Труда.

## Биография
Родился в 1911 году на территории Хивинского ханства. Член КПСС с 1932 года.
С 1926 года — на хозяйственной, общественной и политической работе. В 1926—1970 гг. — батрак, председатель сельсовета, комсомольский работник районного и областного уровня, секретарь Кашкадарьинского обкома КП(б) Узбекистана по пропаганде и агитации, первый секретарь Китабского райкома КП(б) Узбекистана, директор агропромобъединения «Хосилот».
Указом Президиума Верховного Совета СССР от 11 января 1957 года за выдающиеся успехи, достигнутые в деле развития советского хлопководства, широкое применение достижений науки и передового опыта в возделывании хлопчатника и получение высоких и устойчивых урожаев хлопка-сырца присвоено звание Героя Социалистического Труда с вручением ордена Ленина и золотой медали «Серп и Молот».
Избирался депутатом Верховного Совета Узбекской ССР 4-го созыва.
Умер после 1978 года.